# ديفيد ستيفنز
ديفيد ستيفنز (بالإنجليزية: David Stephens)‏ (18 أكتوبر 1991 في المملكة المتحدة - ) هو لاعب كرة قدم بريطاني في مركز الدفاع. شارك مع منتخب ويلز تحت 17 سنة لكرة القدم ومنتخب ويلز تحت 19 سنة لكرة القدم ومنتخب ويلز تحت 21 سنة لكرة القدم. أما مع النوادي، فقد لعب مع بوريهام وود إف سي ونادي بارنت ونادي هيبرنيان ونورويتش سيتي ولينكولن سيتي أف سي.

## وصلات خارجية
- ديفيد ستيفنز على موقع قاعدة بيانات كرة القدم.إي يو (الإنجليزية)
- ديفيد ستيفنز على موقع Soccerbase.com (لاعب) (الإنجليزية)